# Xã Antelope, Quận Spink, South Dakota
Xã Antelope (tiếng Anh: Antelope Township) là một xã thuộc quận Spink, tiểu bang Nam Dakota, Hoa Kỳ. Năm 2010, dân số của xã này là 58 người.